# Ivan Ančić
Ivan Ančić, hrvaški teološki pisatelj * 11. februar 1642, Lipa v Duvnu, † 24. julij 1685,  Ancona.
Osnovnošolsko izobraževanje, je verjetno pridobil v ramskem samostanu, kjer je bil leta 1643 posvečen kot frančiškan. Študij filozofije in teologije je nadaljeval v Cremoni, nato pa je  med letoma 1650 in 1651 študiral še v Bressanoneju in nato med letoma 1651 in 1653 še v Neaplju. Leta 1676 je v Assisiju začel pisati knjigo Vrata nebeška i život vični, ki jo je končal leta 1677 v Loretu. Istega leta je v Rimu izšla njegova knjiga z naslovom Ogledalo misničko, ki jo je napisal v ikavsko-štokavskem jeziku, v njej pa je uporabljal latinsko abecedo, v kateri so prepoznavni elementi bosančice. Veliko je tudi prevajal iz latinščine.
Poleg tiskanih knjig sta se ohranila še dva njegova rokopisa. Prvi je avtobiografskega značaja (napisan leta 1679), drugi pa je poročilo o stanju v Bosni (1680).

## Dela
- Vrata nebeska i život vični
- Ogledalo misničko
- Svitlost karstianska i naslagaye duovno

1. 1 2  data.bnf.fr: platforma za odprte podatke — 2011.
2. 1 2  Hrvatski biografski leksikon — 1983.